# Legato
 (mars 2025).
- Si vous ne connaissez pas le sujet, laissez ce bandeau (vous pouvez alors contacter les auteurs).
- Si vous supprimez le contenu mis en cause (vous pouvez préalablement contacter les auteurs),

argumentez précisément cette suppression dans la page de discussion
(un manque de référence n'est pas un argument ; une recherche réelle de référence doit avoir été effectuée, être formellement documentée).
Le legato consiste à lier les notes successives de sorte qu'il n'y ait pas de silence entre elles.

## Solfège
Le legato (ou lié) est une façon de jouer un phrasé musical. La notation du legato en solfège correspond à différentes techniques de jeu, selon l'instrument qui doit jouer les notes de façon liées. Cette approche s'oppose au staccato. On appelle souvent le phrasé intermédiaire non-legato, ou même détaché ; le staccato est alors considéré comme davantage détaché.
- Exemple

## Techniques de jeu
Le legato n'est pas une technique mais un ensemble de manières de jouer les notes, selon les instruments. Le résultat à obtenir est toujours celui d'une liaison des notes successives en un seul mouvement continu. Les musiciens jouant d'un instrument à vent et les chanteurs devront s'abstenir d'expirer ou d'inspirer, tandis que les violonistes devront effectuer un unique mouvement avec leur archet.

## Legato en guitare rock
Par abus de langage, le legato désigne dans l'univers de la guitare rock une technique qui se rapproche du tapping. Elle consiste à lier les notes en jouant exclusivement avec la « main gauche » (celle jouant les notes sur le manche). Il fait donc usage des techniques de base que sont le hammer-on et le pull-off. Certains guitaristes qui recherchent un jeu démonstratif jouent ainsi des mélodies à une seule main, ce qui permet d'aller plus vite car on n'a plus à synchroniser les mouvements avec la main droite. Selon que les notes successives sont jouées sur la même corde ou sur des cordes différentes, on pourra laisser sonner les notes à mesure de la progression (par exemple au cours d'un arpège) pour enrichir l'ambiance musicale et appuyer l'effet de legato.